# Eddie My Love
«Eddie My Love» es una canción doo wop de 1956. Según BMI y ASCAP, la canción fue escrita por Maxwell Davis (BMI), Aaron Collins, jr. (ASCAP), y Sam Ling (BMI). 
The Teen Queens grabaron la canción en 1956, llegando al número tres en las listas R&B y Billboard. Fue considerado uno de sus mayores éxitos.
Otras versiones de la misma fueron grabadas en 1956, por The Chordettes y Fontane Sisters, y más tarde por Jo Ann Campbell en 1961 y Dee Dee Sharp en 1962. Así mismo, una versión reggae de la canción fue grabada por Nora Dean en 1974 y más tarde por grupo vocal jamaicano The Marvels.